# Biberach Open 2010
Il Biberach Open 2010 è stato un torneo di tennis facente parte della categoria ITF Women's Circuit nell'ambito dell'ITF Women's Circuit 2010. Il torneo si è giocato a Biberach an der Riß in Germania dal 22 al 28 febbraio 2010 su campi in cemento e aveva un montepremi di 50 000 $+H.

## Vincitrici

### Singolare
Johanna Larsson ha battuto in finale  Romina Oprandi 4–6 6–2 6–2

### Doppio
Stéphanie Cohen-Aloro /  Selima Sfar hanno battuto in finale  Mona Barthel /  Carmen Klaschka 5–7 6–1 [10–5]